# Бьяндронно
Бьяндронно (итал. Biandronno) — коммуна в Италии, располагается в провинции Варесе области Ломбардия.
Находится на берегу озера Варесе. Население составляет 3102 человека, плотность населения составляет 388 чел./км². Занимает площадь 8 км². Почтовый индекс — 21024. Телефонный код — 0332.
Покровителем коммуны почитается святой Лаврентий, празднование 10 августа.